# Steinen, Westerwald
Steinen är en kommun och ort i Westerwaldkreis i förbundslandet Rheinland-Pfalz i Tyskland.
Kommunen ingår i kommunalförbundet Verbandsgemeinde Selters (Westerwald) tillsammans med ytterligare 20 kommuner.